# Abiphis nobilis
Abiphis nobilis là một loài bọ cánh cứng trong họ Elateridae. Loài này được Illiger miêu tả khoa học năm 1800.